# Benjamin Hinterstocker
Benjamin Hinterstocker (* 26. November 1979 in Berlin) ist ein ehemaliger deutscher Eishockeyspieler, der während seiner Karriere unter anderem für die Kassel Huskies, die Eisbären Berlin, die Kölner Haie und die Hamburg Freezers in der Deutschen Eishockey Liga aktiv war.

## Spielerkarriere
In der Spielzeit 1996/97 spielte Hinterstocker erstmals im Profibereich (2. Bundesliga) für den SC Riessersee. Nach einem Jahr beim Oberligisten ESC Dorfen, kehrte er noch einmal für eine weitere Saison zum Zweitligisten aus Garmisch-Partenkirchen zurück. Im Sommer 1999 wechselte der Flügelstürmer erstmals in die Deutsche Eishockey Liga zu den Kassel Huskies. Dort kam er auf insgesamt 23 Partien und erzielte dabei einen Assist.
Weitere, jeweils einjährige, Stationen waren die Eisbären Berlin und die Kölner Haie, mit denen er 2002 die deutsche Meisterschaft errang. Von 2002 bis 2005 spielte er ein weiteres Mal für Riessersee sowie für den SC Bietigheim-Bissingen und die Moskitos Essen in der 2. Bundesliga. Zur Spielzeit 2005/06 unterschrieb Hinterstocker einen Vertrag bei den Hamburg Freezers. In Hamburg stand der Offensivspieler in der Folge zwei Jahre unter Vertrag.
Als Jugendlicher nahm Hinterstocker mit DEB-Auswahlteams an mehreren Turnieren teil. Bei den Jugend-Europameisterschaften 1996, 1997 und 1999 stand er ebenso für die Nationalmannschaften auf dem Eis, wie bei den Junioren-Weltmeisterschaften 1997, 1998 und 1999. In die A-Nationalmannschaft wurde er jedoch nicht berufen.

## Trainerkarriere
Ab Januar 2009 war Hinterstocker Assistenztrainer von Peter Kathan senior bei der deutschen Eishockeynationalmannschaft der Frauen.
In der Saison 2012/13 war Hinterstocker Cheftrainer bei den ECC Preussen Juniors Berlin, wurde aber am 22. Januar 2013 von Ivan Horák abgelöst.
Als verantwortlicher Cheftrainer der U18-Frauenauswahl verpasste Hinterstocker 2014 den direkten Wiederaufstieg in die Top-Division bei der U 18 Weltmeisterschaft (1. Division) in Füssen nach dem Abstieg der U18-Auswahl des DEB aus der Top-Division in Vierumäki (Finland) ein Jahr zuvor (2013).
Zwischen 2014 und Dezember 2018 war Hinterstocker verantwortlicher Cheftrainer der deutschen Fraueneishockeynationalmannschaft, die 2015 unter seiner Leitung bei der Weltmeisterschaft in Malmö (Schweden) in der Hauptrunde sieglos und nach drei verlorenen Relegationsspielen gegen Japan aus der Top-Division der IIHF in die 1. Division abstieg. 2016 schaffte er mit dem Frauenteam den Wiederaufstieg in die Top-Division und mit dem vierten Platz bei der Weltmeisterschaft 2017 die beste Platzierung in der Geschichte der DEB-Auswahl. Zum Jahresende 2018 beendete Hinterstocker seine Tätigkeit beim DEB.

### Erfolge und Auszeichnungen
- Deutscher Meister 2002 mit den Kölner Haien
- Deutscher Schüler-, Jugend- und Juniorenmeister mit dem SC Rießersee
- 2016 Aufstieg in die Top-Division bei der Frauen-Weltmeisterschaft der Division I

## Karrierestatistik
(Legende zur Spielerstatistik: Sp oder GP = absolvierte Spiele; T oder G = erzielte Tore; V oder A = erzielte Assists; Pkt oder Pts = erzielte Scorerpunkte; SM oder PIM = erhaltene Strafminuten; +/− = Plus/Minus-Bilanz; PP = erzielte Überzahltore; SH = erzielte Unterzahltore; GW = erzielte Siegtore; 1 Play-downs/Relegation; Kursiv: Statistik nicht vollständig)